# Peglio, Marche
Peglio là một đô thị ở tỉnh Pesaro và Urbino trong vùng Marche, nằm cách 80 km về phía tây của Ancona và khoảng 40 km về phía tây nam của Pesaro. Tại thời điểm ngày 31 tháng 12 năm 2004, đô thị này có dân số 756 và diện tích là 20,2 km².
Peglio giáp các đô thị sau: Lunano, Sant'Angelo in Vado, Sassocorvaro, Urbania, Urbino.